# Lista țărilor în funcție de punctul extrem de longitudine vestică
Lista țărilor în funcție de punctul extrem de longitudine vestică este o listă a țărilor și teritoriilor lumii în funcție de punctul extrem de longitudine vestică. Lista include state suverane și teritorii dependente bazate pe standardul ISO 3166-1 al Organizației Internaționale de Standardizare. Teritoriile neautonome sunt marcate cu caractere italice. Sortarea este în ordine descrescătoare a valorilor longitudinii.
În cazul în care o țară include o zonă continentală și una sau mai multe insule, este menționat atât punctul extrem al teritoriului național cât și punctul extrem al zonei continentale, excluzând zonele insulare. În cazul zonelor aflate în dispute teritoriale între două sau mai multe state, este considerat statul care administrează de facto zona în cauză.
Ordinea din tabel nu reflectă întotdeauna cât de aproape este teritoriul unei țări de meridianul 180°. Rusia, Fiji și Antarctica sunt excepții notabile, deoarece teritoriile lor sunt străbătute de meridianul 180°. Prin urmare, fiecare dintre acestea include atât punctele cele mai vestice, cât și cele mai estice ale lumii. Pentru țări precum Rusia, Noua Zeelandă, Fiji, Statele Unite și Kiribati, care au teritorii de ambele părți ale meridianului 180°, punctul cel mai estic este definit ca „punctul cel mai estic în direcția de deplasare”. Statele Unite și Kiribati au cea mai mare parte a teritoriului lor la est de meridianul 180°, în emisfera vestică, așa că sunt considerate ca aparținând celor mai vestice țări. În schimb, Rusia, Noua Zeelandă și Fiji au cea mai mare parte a teritoriului lor la vest de meridianul 180°, în emisfera estică, așa că sunt considerate ca aparținând țărilor cele mai estice.
| Țară/Teritoriu                                     | Punct extrem | Longitudine                    |
|                                                    | |                                |
| -------------------------------------------------- | --- | ------------------------------ |
| Statele Unite                                      | Orote Point, Guam (Teritoriile Statelor Unite) Insula Peaked, Insulele Aleutine (50 de state) Cape Alava, Comitatul Clallam, Washington | 144°37′5.5″E 172°26′E 124°43′W |
| Kiribati                                           | Insula Banaba | 169°32′13″E                    |
| Tonga                                              | Insula Niuafo'ou | 175°38′W                       |
| Samoa                                              | Cap la sud-vest de Falealupo, Districtul Gaga'ifomauga                                                                                  | 172°48′W                       |
| Canada                                             | Granița Yukon–Alaska | 141°00′W                       |
| Teritoriile britanice de peste mări (Regatul Unit) | Insula Oeno, Insulele Pitcairn | 130°44′W                       |
| Mexic                                              | Roca Elefante, Insula Guadalupe Near Tijuana                                                                                            | 118°22′00″W 117°02′W           |
| Chile                                              | Motu Nui (Insula Mare) Peninsula Taitao                                                                                                 | 109°27′10″W 75°38′W            |
| Guatemala                                          | Granița cu Mexic pe coasta Oceanului Pacific, Departmentul San Marcos                                                                   | 92°15′W                        |
| Ecuador                                            | Insula Fernandina, Insulele Galápagos Cabo Pasado, Provincia Santa Elena                                                                | 92°01′W 80°05′W                |
| El Salvador                                        | Granița cu Guatemala, Departamentul Ahuachapán                                                                                          | 90°15′W                        |
| Belize                                             | Granița cu Guatemala, Río Sarstún | 89°12′W                        |
| Honduras                                           | Frontiera triplă cu El Salvador și Guatemala, Departamentul Ocotepeque                                                                  | 88°43′W                        |
| Nicaragua                                          | Golfo de Fonseca, Departamentul Chinandega                                                                                              | 87°40′W                        |
| Costa Rica                                         | Insula Cocos Peninsula Santa Elena, Provincia Santa Elena                                                                               | 87°05′W 85°50′W                |
| Cuba                                               | Capul San Antonio, Peninsula Guanahacabibes, Provincia Pinar del Río                                                                    | 84°58′W                        |
| Panama                                             | Granița cu Costa Rica, Provincia Chiriquí                                                                                               | 83°04′W                        |
| Columbia                                           | Insula San Andrés, Arhipelagul San Andrés, Providencia și Santa Catalina Departamentul Nariño, Regiunea Pacific/Chocó                   | 81°44′W 79°00′W                |
| Peru                                               | Insulă la est de Punta Balcones, Districtul La Brea, Provincia Talara, Regiunea Piura                                                   | 81°19′45″W                     |
| Bahamas                                            | Alice Town, Districtul Bimini | 79°15′W                        |
| Jamaica                                            | South Negril Point, Westmoreland Parish                                                                                                 | 78°22′W                        |
| Haiti                                              | Cap lângă Anse-d'Ainault, Departamentul Grand'Anse                                                                                      | 74°28′W                        |
| Brazilia                                           | Granița cu Peru, Serra del Divisor, Statul Acre                                                                                         | 73°59′04″W                     |
| Argentina                                          | Granița cu Chile, Cerro Roma, Provincia Santa Cruz                                                                                      | 73°30′00″W                     |
| Venezuela                                          | Granița cu Columbia, Statul Zulia | 73°20′W                        |
| Groenlanda (Danemarca)                             | Cape Alexander | 73°14′W                        |
| Republica Dominicană                               | Las Lajas, granița cu Haiti, Provincia Independencia                                                                                    | 72°00′W                        |
| Țările de Jos                                      | Insula Aruba Sint Anna ter Muiden, Provincia Zeelanda                                                                                   | 70°01′W 3°21′E                 |
| Bolivia                                            | Granița cu Peru, Departamentul La Paz                                                                                                   | 69°40′W                        |
| Saint Kitts și Nevis                               | Saint Anne Sandy Point Parish, Insula Saint Kitts                                                                                       | 62°51′W                        |
| Paraguay                                           | Frontiera triplă cu Bolivia și Argentina, Departmentul Boquerón                                                                         | 62°35′W                        |
| Antigua și Barbuda                                 | Insula Redonda | 62°21′W                        |
| Trinidad și Tobago                                 | Vestul insulei Trinidad, lângă Fullaron                                                                                                 | 61°56′W                        |
| Departamentele franceze de peste mări (Franța)     | La Pointe-Noire, Guadeloupe | 61°48′W                        |
| Grenada                                            | Point Salines, Saint George Parish | 61°48′W                        |
| Dominica                                           | Cap în sud-vestul Saint John Parish | 61°30′W                        |
| Sfântul Vincențiu și Grenadinele                   | Insula Union, Grenadines Parish | 61°26′W                        |
| Guyana                                             | Cerro Venamo, granița cu Venezuela, Cuyuni-Mazaruni                                                                                     | 61°25′W                        |
| Sfânta Lucia                                       | Coasta de vest, Districtul Soufrière | 61°04′W                        |
| Barbados                                           | Harrison's Point, Saint Lucy | 59°40′W                        |
| Uruguay                                            | Granița cu Argentina, Fluviul Uruguay, Departamentul Soriano                                                                            | 58°25′W                        |
| Suriname                                           | Granița cu Guyana, Districtul Sipaliwini                                                                                                | 58°05′W                        |
| Portugalia                                         | Insula Monchique, Fajã Grande, municipalitatea Lajes das Flores, Insulele Azore Cabo da Roca, Districtul Lisabona                       | 31°16′8″W 9°50′W               |
| Capul Verde                                        | Cap lângă Tarrafal do Monte Trigo, Insula Santo Antão                                                                                   | 25°25′W                        |
| Islanda                                            | Bjargtangar, Vestur-Barðastrandarsýsla                                                                                                  | 24°32′W                        |
| Spania                                             | Punta de la Orchilla, Insula El Hierro, Insulele Canare Cabo Touriñán, Provincia A Coruña                                               | 18°09′W 9°18′W                 |
| Senegal                                            | Dakar, Regiunea Dakar | 17°27′W                        |
| Mauritania                                         | La Güera, Peninsula Ras Nouadhibou, Regiunea Dakhlet Nouadhibou                                                                         | 17°03′W                        |
| Sahara Occidentală                                 | La Güera, Peninsula Ras Nouadhibou | 17°03′W                        |
| Gambia                                             | Cap pe coasta Oceanului Atlantic, Diviziunea Western                                                                                    | 16°45′W                        |
| Guineea-Bissau                                     | Capul Roxo, granița cu Senegal pe coasta Oceanului Atlantic, Regiunea Cacheu                                                            | 16°42′W                        |
| Guineea                                            | Granița cu Guinea-Bissau pe coasta Oceanului Atlantic, Regiunea Boké                                                                    | 15°03′W                        |
| Regatul Unit (zona europeană)                      | Insula Rockall Corrachadh Mòr, Peninsula Ardnamurchan, Scoția                                                                           | 13°44′W 6°13′W                 |
| Sierra Leone                                       | Granița cu Guineea pe coasta Oceanului Atlantic, Provincia de Nord                                                                      | 13°18′W                        |
| Maroc                                              | Granița cu Sahara Occidentală pe coasta Oceanului Atlantic, Regiunea Dakhla-Oued Ed-Dahab                                               | 13°15′W                        |
| Mali                                               | Frontiera triplă cu Senegal și Mauritania, Regiunea Kayes                                                                               | 12°00′W                        |
| Liberia                                            | Granița cu Sierra Leone pe coasta Oceanului Atlantic, Grand Cape Mount County                                                           | 11°30′W                        |
| Irlanda                                            | Insula Tearaght, Comitatul Kerry Dunmore Head, Peninsula Dingle, Comitatul Kerry                                                        | 10°40′W 10°28′W                |
| Jan Mayen (Norvegia)                               | Hoybergodden | 9°04′39″W                      |
| Algeria                                            | Frontiera triplă cu Maroc și Sahara Occidentală                                                                                         | 8°40′W                         |
| Coasta de Fildeș                                   | Granița cu Liberia, Departamentul Toulépleu                                                                                             | 8°35′W                         |
| Insulele Feroe (Danemarca)                         | Stâncă la vest de Insula Mykines | 7°47′W                         |
| Burkina Faso                                       | Frontiera triplă cu Mali și Coasta de Fildeș, Regiunea Cascades                                                                         | 5°30′W                         |
| Franța (zona europeană)                            | Insula Ouessant Pointe de Corsen, Departamentul Finistère                                                                               | 61°48′W 5°08′W 4°47′W          |
| Ghana                                              | Granița cu Coasta de Fildeș, Regiunea de Vest                                                                                           | 3°15′W                         |
| Togo                                               | Frontiera triplă cu Ghana și Burkina Faso, Regiunea Savanes                                                                             | 0°09′W                         |
| Meridianul zero                                    | Meridianul zero | 0°00'E                         |
| Niger                                              | Frontiera triplă cu Mali și Burkina Faso, Regiunea Tillabéri                                                                            | 0°07′E                         |
| Benin                                              | Granița cu Togo, Departamentul Atakora                                                                                                  | 0°50′E                         |
| Andorra                                            | Coll de l'Aquell, Sant Julià de Lòria                                                                                                   | 1°24′32″E                      |
| Belgia                                             | De Panne, Provincia Flandra de Vest | 2°35′E                         |
| Nigeria                                            | Granița cu Benin, Statul Ogun | 2°45′E                         |
| Norvegia (zona continentală)                       | Vardetangen, municipalitatea Austrheim, Provincia Vestland                                                                              | 4°56′E                         |
| Guineea Ecuatorială                                | Insula Annobón | 5°37′E                         |
| Luxemburg                                          | Granița cu Belgia, lângă Surré, Cantonul Wiltz                                                                                          | 5°44′E                         |
| Germania                                           | Granița cu Țările de Jos, lângă Isenbruch, Renania de Nord-Westfalia                                                                    | 5°53′E                         |
| Elveția                                            | Chancy, Cantonul Geneva | 5°57′22.69″E                   |
| São Tomé și Príncipe                               | Neves, Insula São Tomé | 6°33′E                         |
| Italia                                             | Rocca Bernauda, Bardonecchia, Regiunea Piemont                                                                                          | 6°37′E                         |
| Monaco                                             | Cartierul Les Salines | 07°24′33″E                     |
| Tunisia                                            | Granița cu Algeria, Guvernoratul Tozeur                                                                                                 | 7°35′E                         |
| Danemarca (zona continentală)                      | Blåvandshuk, Iutlanda, Regiunea Syddanmark                                                                                              | 8°05′E                         |
| Gabon                                              | Cap Lopez, Provincia Ogooué-Maritime | 8°42′E                         |
| Camerun                                            | Granița cu Nigeria, Provincia de Sud-Vest                                                                                               | 8°45′E                         |
| Libia                                              | Granița cu Algeria, Districtul Ghat | 9°20′E                         |
| Liechtenstein                                      | Granița cu Elveția, Fluviul Rin | 9°28′18″E                      |
| Austria                                            | Frontiera triplă cu Elveția și Liechtenstein, pe fluviul Rin, Districtul Feldkirch, Vorarlberg                                          | 9°31′51″E                      |
| Suedia                                             | Insula Stora Drammen, Municipalitatea Stromstad, Comitatul Västra Götaland                                                              | 10°57′27″E                     |
| Republica Congo                                    | Granița cu Gabon, pe coasta Oceanului Atlantic                                                                                          | 11°10′E                        |
| Angola                                             | Insula Baia dos Tigres, Provincia Namibe                                                                                                | 11°40′E                        |
| Namibia                                            | Granița cu Angola, pe coasta Oceanului Atlantic, Regiunea Kunene                                                                        | 11°45′E                        |
| Cehia                                              | Granița cu Germania, Municipalitatea Krásná, Districtul Cheb, Regiunea Karlovy Vary                                                     | 12°05′29″E                     |
| Republica Democratică Congo                        | Granița cu Angola, pe coasta Oceanului Atlantic                                                                                         | 12°20′E                        |
| San Marino                                         | Acquaviva | 12°24′30″E                     |
| Vatican                                            | Intersecția străzilor Viale Vaticano și Via Aurelia                                                                                     | 12°26′44.62″E                  |
| Slovenia                                           | Breginj, Comuna Kobarid | 13°23′E                        |
| Croația                                            | Capul Lako (Rt Lako), Basanija, Cantonul Istria                                                                                         | 13°30′E                        |
| Ciad                                               | Granița cu Niger | 13°40′E                        |
| Polonia                                            | Granița cu Germania, pe fluviul Oder, lângă Osinów Dolny, Voievodatul Pomerania de Vest                                                 | 14°07′E                        |
| Malta                                              | San Dimitri Point, Insula Gozo | 14°12′E                        |
| Republica Centrafricană                            | Granița cu Camerun, Prefectura Nana-Mambéré                                                                                             | 14°20′E                        |
| Bosnia și Herțegovina                              | Granița cu Croația, lângă Bihać | 15°50′E                        |
| Ungaria                                            | Frontiera triplă cu Austria și Slovenia, Județul Vas                                                                                    | 16°8′E                         |
| Africa de Sud                                      | Alexander Bay, granița cu Namibia pe coasta Oceanului Atlantic, Provincia Northern Cape                                                 | 16°30′E                        |
| Slovacia                                           | Granița cu Austria, Regiunea Bratislava                                                                                                 | 16°50′E                        |
| Muntenegru                                         | Prijevor, Herceg Novi | 18°26′E                        |
| Serbia                                             | Bezdan, Districtul Bačka de Vest, Voivodina                                                                                             | 18°51′E                        |
| Finlanda                                           | Insula Märket, Hammarland, Insulele Åland Granița cu Suedia, Enontekiö                                                                  | 19°13′11″E 20°32′E             |
| Albania                                            | Insula Sazan, Regiunea Vlorë | 19°16′32″E                     |
| Grecia                                             | Plaja Xilosermi, Insula Othonoi Ormos Ftelias, Sagiada, Prefectura Thesprotia                                                           | 19°23′E 19°59′E                |
| Rusia                                              | Narmeln, pe litoralul Mării Baltice, Regiunea Kaliningrad                                                                               | 19°38′E                        |
| Botswana                                           | Granița cu Namibia | 20°00′E                        |
| România                                            | Frontiera triplă cu Ungaria și Serbia, Beba Veche, Județul Timiș                                                                        | 20°19′E                        |
| Macedonia de Nord                                  | Granița cu Albania, lângă Konjari, Municipalitatea Debar                                                                                | 20°30′E                        |
| Lituania                                           | Granița cu Rusia, pe Cordonul litoral al Curlandei, Municipalitatea Neringa, Județul Klaipėda]                                          | 20°58′E                        |
| Letonia                                            | Coasta Mării Baltice, Raionul Liepāja                                                                                                   | 21°00′E                        |
| Estonia                                            | Insula Nootamaa, lângă Atla, Comitatul Saare Capul Ramsi, Einbi, Comitatul Lääne                                                        | 21°45′51″E 23°24′15″E          |
| Sudan                                              | Granița cu Ciad, Statul Darfur de Vest                                                                                                  | 21°50′E                        |
| Zambia                                             | Granița cu Angola | 22°00′E                        |
| Ucraina                                            | Granița cu Slovacia, lângă Ujhorod, Regiunea Transcarpatia                                                                              | 22°15′E                        |
| Bulgaria                                           | Granița cu Serbia, vârful Vrașka Ciuka, Regiunea Vidin                                                                                  | 22°21′E                        |
| Belarus                                            | Granița cu Polonia, Regiunea Brest | 23°10′E                        |
| Sudanul de Sud                                     | Granița cu Republica Centrafricană, Parcul Național Radom                                                                               | 23°23′E                        |
| Egipt                                              | Granița cu Libia, Guvernoratul Matruh                                                                                                   | 24°40′E                        |
| Zimbabwe                                           | Frontiera triplă cu Zambia și Botswana, Provincia Matabeleland North                                                                    | 25°20′E                        |
| Turcia                                             | Capul Avlaka, Insula Imbros, Provincia Çanakkale Capul Baba, Provincia Çanakkale                                                        | 25°39′56″E 26°03′E             |
| Moldova                                            | Frontiera triplă cu România și Ucraina, Criva, Raionul Briceni                                                                          | 26°40′E                        |
| Lesotho                                            | Granița cu Africa de Sud, Districtul Mafeteng                                                                                           | 27°00′E                        |
| Rwanda                                             | Granița cu Republica Democratică Congo, Provincia de Vest                                                                               | 28°52′E                        |
| Burundi                                            | Granița cu Republica Democratică Congo, Provincia Cibitoke                                                                              | 28°59′E                        |
| Tanzania                                           | Granița cu Republica Democratică Congo, Lacul Tanganyika, Regiunea Kigoma                                                               | 29°10′E                        |
| Uganda                                             | Granița cu Republica Democratică Congo, Districtul Kisoro                                                                               | 29°34′E                        |
| Mozambic                                           | Granița cu Zambia, Provincia Tete | 30°15′E                        |
| Eswatini                                           | Granița cu Africa de Sud, Districtul Manzini                                                                                            | 30°48′E                        |
| Cipru                                              | Capul Arnauti | 32°16′E                        |
| Malawi                                             | Granița cu Mozambic, Districtul Mchinji                                                                                                 | 32°40′E                        |
| Etiopia                                            | Granița cu Sudan, Statul Gambela | 33°00′E                        |
| Israel                                             | Frontiera triplă cu Egipt și Fâșia Gaza                                                                                                 | 34°15′E                        |
| Arabia Saudită                                     | Insula Tiran, Provincia Tabuk Ras ِAlsheikh Hamid, Provincia Tabuk                                                                       | 34°33′E 34°50′E                |
| Iordania                                           | Granița cu Arabia Saudită, Golful Aqaba, Guvernoratul Aqaba                                                                             | 34°55′E                        |
| Kenya                                              | Granița cu Uganda, Lacul Victoria, Provincia de Vest                                                                                    | 35°00′E                        |
| Liban                                              | Granița cu Israel pe coasta Mării Mediterane, Districtul Tyre, Guvernoratul Libanul de Sud                                              | 35°06′E                        |
| Siria                                              | Granița cu Israel, Înălțimile Golan, Guvernoratul Quneitra                                                                              | 35°30′E                        |
| Eritreea                                           | Granița cu Sudan, Regiunea Gash-Barka                                                                                                   | 36°50′E                        |
| Irak                                               | Frontiera triplă cu Iordania și Siria, Provincia Al-Anbar                                                                               | 38°50′E                        |
| Somalia                                            | Granița cu Kenya | 41°00′E                        |
| Georgia                                            | Granița cu Turcia, Sarpi, Adjaria | 41°30′E                        |
| Djibouti                                           | Granița cu Etiopia, Regiunea Dikhil | 41°46′E                        |
| Yemen                                              | Insula Jabal al-Tair | 41°49′E                        |
| Comore                                             | Moroni, Insula Grande Comore | 43°12′E                        |
| Armenia                                            | Granița cu Turcia, Provincia Shirak | 43°27′E                        |
| Madagascar                                         | Capul Ankaboa pe coasta Strâmtorii Mozambic, Provincia Toliara                                                                          | 43°30′E                        |
| Iran                                               | Granița cu Turcia, Provincia Azerbaidjanul de Vest                                                                                      | 44°02′50″E                     |
| Azerbaidjan                                        | Granița cu Turcia, Districtul Sadarak, Republica Autonomă Nahicevan                                                                     | 44°46′E                        |
| Seychelles                                         | Insula Assumption, Insulele externe | 46°29′E                        |
| Kuweit                                             | Frontiera triplă cu Irak și Arabia Saudită, Guvernoratul Jahra                                                                          | 46°34′E                        |
| Kazahstan                                          | Granița cu Rusia, Provincia Kazahstanul de Vest                                                                                         | 50°00′E                        |
| Bahrain                                            | Insula Umm an Nasan | 50°23′E                        |
| Qatar                                              | Coasta vestică a Mării Roșii, Dukhan, Al-Shahaniya                                                                                      | 50°45′E                        |
| Emiratele Arabe Unite                              | Insulă la nord-vest de granița cu Arabia Saudită pe coasta Golfului Persic, Emiratul Abu Dhabi                                          | 51°33′E                        |
| Oman                                               | Granița cu Arabia Saudită, Guvernoratul Dhofar                                                                                          | 52°00′E                        |
| Turkmenistan                                       | Granița cu Kazahstan pe coasta Mării Caspice, Provincia Balkan                                                                          | 52°25′E                        |
| Uzbekistan                                         | Granița cu Kazahstan, Karakalpakstan | 56°00′E                        |
| Mauritius                                          | Insula de Nord, Insulele Agalega | 56°35′E                        |
| Afganistan                                         | Granița cu Iran, Provincia Herat | 60°30′E                        |
| Pakistan                                           | Frontiera triplă cu Iran și Afganistan, Belucistan                                                                                      | 61°00′E                        |
| Tadjikistan                                        | Granița cu Uzbekistan, Provincia Sughd                                                                                                  | 67°25′E                        |
| India                                              | Sir Creek, Gujarat | 68°03′E                        |
| Kârgâzstan                                         | Granița cu Tadjikistan, Regiunea Batken                                                                                                 | 69°20′E                        |
| Australia                                          | Insulele McDonald, Insula Heard și Insulele McDonald Steep Point, Australia de Vest                                                     | 72°35′E 113°09′E               |
| Maldive                                            | Insula Makunudhoo, Atolul Haa Dhaalu | 72°42′E                        |
| China                                              | Granița cu Tadjikistan, Districtul Akto, Xinjiang                                                                                       | 73°33′29″E                     |
| Sri Lanka                                          | Insula Kachchatheevu, Districtul Jaffna                                                                                                 | 79°31′E                        |
| Nepal                                              | Granița cu India, lângă Mahakali, Provincia Sudurpashchim                                                                               | 80°03′E                        |
| Mongolia                                           | Frontiera triplă cu Rusia și China, Provincia Bayan-Ölgii                                                                               | 88°00′E                        |
| Bangladesh                                         | Granița cu India, Regiunea Rajshahi | 88°03′E                        |
| Bhutan                                             | Granița cu India | 88°45′E                        |
| Myanmar                                            | Granița cu Bangladesh, Statul Rakhine                                                                                                   | 92°15′E                        |
| Indonezia                                          | Insula Sabang, Provincia Aceh | 94°45′E                        |
| Thailanda                                          | Granița cu Myanmar, Provincia Mae Hong Son                                                                                              | 97°20′E                        |
| Malaysia                                           | Insula Perak, Statul Kedah | 98°56'′E                       |
| Laos                                               | Frontiera triplă cu Myanmar și Thailanda, Provincia Bokeo                                                                               | 100°08′E                       |
| Vietnam                                            | Frontiera triplă cu Laos și China, Provincia Điện Biên                                                                                  | 102°08′E                       |
| Cambodgia                                          | Granița cu Thailanda, Provincia Battambang                                                                                              | 102°25′E                       |
| Singapore                                          | Coasta vestică a Insulei Singapore, Regiunea de Vest                                                                                    | 103°36′E                       |
| Hong Kong (China)                                  | Insula Kai Yet Kok | 113°51′E                       |
| Brunei                                             | Granița cu Malaysia, Districtul Belait                                                                                                  | 114°05′E                       |
| Filipine                                           | Kalayaan, Provincia Palawan | 114°17′E                       |
| Taiwan                                             | Insula Dadan | 118°14′E                       |
| Japonia                                            | Capul Irizaki, Insula Yonaguni Kōzakihana, Sasebo, Prefectura Nagasaki                                                                  | 122°56′01″E 129°43′E           |
| Timorul de Est                                     | Granița cu Indonezia, la vest de Citrana, Oecusse                                                                                       | 124°00′E                       |
| Coreea de Nord                                     | Insula Pidansom, Yalu | 124°10′E                       |
| Coreea de Sud                                      | Insula Baengnyeongdo, Incheon | 124°39′E                       |
| Palau                                              | Insula Tobi, Hatohobei | 131°07′26″E                    |
| Statele Federate ale Microneziei                   | Atolul Ngulu, Statul Yap | 137°30′E                       |
| Papua Noua Guinee                                  | Granița cu Indonezia, Provincia de Vest                                                                                                 | 140°55′E                       |
| Insulele Solomon                                   | Treasury Islands, Provincia de Vest | 155°33′30″E                    |
| Insulele Marshall                                  | Atolul Ujelang | 160°54′E                       |
| Noua Zeelandă                                      | Capul Lovitt, Insulele Auckland West Cape, Insula de Sud                                                                                | 165°50′E 166°42′E              |
| Vanuatu                                            | Insula Hiw | 166°33′E                       |
| Nauru                                              | Coasta vestică a insulei Nauru | 166°53′E                       |
| Tuvalu                                             | Insula Lakena, Atolul Nanumea | 176°03′E                       |
| Fiji                                               | Insula Viwa, Arhipelagul Yasawa | 176°53′E                       |